# Мэттьюс, Морис
Морис Кершоу Мэттьюс (англ. Maurice Kershaw Matthews; 21 июня 1880, Лондон — 20 июня 1957, Борнмут) — британский стрелок, чемпион и призёр летних Олимпийских игр.
Мэттьюс принял участие в летних Олимпийских играх в Лондоне в четырёх дисциплинах по стрельбе из малокалиберной винтовки. Он стал чемпионом в командной стрельбе и серебряным призёров в стрельбе по подвижной мишени, а также стал четвёртым в стрельбе лёжа и девятым в стрельбе по исчезающей мишени.